# Palazzo Lombardia
Der Palazzo Lombardia (ehemals Altra Sede della Regione Lombardia) ist ein Gebäudekomplex aus Stahlbeton und Glas in Mailand in der Nähe der Porta Nuova. Der 161,3 Meter hohe und 39 Etagen umfassende Turm ist einer der höchsten Wolkenkratzer Italiens. Er dient als Sitz der Regierung und der Verwaltung der Region Lombardei, welche Eigentümerin des Komplexes ist. Die oberen Stockwerke des Turms sind für die Öffentlichkeit vorgesehen. Am Fuße des Turmes entstanden sinusförmige Gebäude mit bis zu 38 Meter Höhe und sieben bis neun Etagen, die ein Postamt, eine Bank, einen Kindergarten, ein Mehrzweck-Auditorium, Bars, Restaurants und Cafés beherbergen.